# Hardecourt-aux-Bois
Hardecourt-aux-Bois é uma comuna francesa na região administrativa de Altos da França, no departamento de Somme. Estende-se por uma área de 5,23 km². Em 2010 a comuna tinha 84 habitantes (densidade: 16,1 hab./km²).